# ماشین پرتو ایکس
ماشین پرتو ایکس (انگلیسی: X-ray machine) ماشینی است که با پرتو ایکس کار می‌کند و شامل تولیدکننده پرتو ایکس و پرتو ایکس یاب می‌شود.
فناوری بازرسی اشعه ایکس یک فناوری آزمایش غیر مخرب است که به طور گسترده مورد استفاده قرار می گیرد ، در قطعات الکترونیکی ، قطعات خودرو و سایر صنایع استفاده می شود.